# Endzeit (Webserie)
Endzeit ist eine österreichische Webserie der Geschwister Anna & Jan Groos aus dem Jahr 2015. Sie wird von den Machern als eine Mischung aus Kulturprekariatsrealismus und low-tech Sci-Fi beschrieben. Nach der Premiere des Piloten auf der Diagonale 2015 und einem Screening beim Kino unter Sternen, ist die erste Staffel der Serie seit dem 10. Oktober 2015 kostenlos auf der offiziellen Homepage verfügbar. Als erste Webserie überhaupt wurde die gesamte erste Staffel von Endzeit auf dem Filmfestival Max Ophüls Preis 2016 präsentiert. Endzeit war 2016 erneut bei der Diagonale (Filmfestival) zu sehen, diesmal mit der gesamten ersten Staffel. Weitere Präsentationen im Kino fanden im Rahmen des Lichter Filmfest und des YOUKI Filmfests statt. Beim Indie Serien Festival "Die Seriale" wurde Endzeit als "Beste Serie" 2016 ausgezeichnet.

## Inhalt
Endzeit handelt von Daniel, einem jungen Familienvater und Künstler im Kreativprekariat, der von seinem Onkel einen Keller vollgepackt mit Notfallutensilien erbt. Genervt vom Kunstmarkt kommt Daniel auf die Idee, die gehorteten Vorräte des Onkels als Katastrophen Notfall-Kits für jedermann im Internet zu versteigern. Durch die enorme Nachfrage angespornt, entwickelt Daniel ein Geschäftsmodell, das seiner Feststellung „Angst ist ein wachsender Markt“ Rechnung trägt, www.Endzeit.at ist geboren. Nach und nach erkennt Daniel jedoch, dass der äußere Erfolg dieser Firmengründung seinen Wunsch nach Sinnstiftung nicht erfüllen kann und so beginnt ein schleichender Prozess der Überhöhung. Wie war das nochmal mit dem richtigen Leben im falschen? Und ist die eigentliche Katastrophe nicht das, was wir „normal“ nennen? Um sich diesen und anderen Fragen zu stellen macht sich Daniel #aufzuneuenWelten!

## Berichterstattung
Endzeit wurde in verschiedenen Medien positiv besprochen. So äußerte sich Markus Keuschnigg von FM4, Endzeit sei "weit besser als neunzig Prozent der österreichischen Kinofilme". Martin Mühl von The Gap hält Endzeit für "absolut gelungen" und das Deutschlandradio Kultur stellt fest: "Endzeit führt uns vor Augen, welches Potenzial das Genre auch bei uns hat." Weitere Online-Berichterstattung findet sich u. a. bei Profil und Die Zeit.